# Ahmed Kara
Ahmed Kara (en arabe : احمد كرا) est un footballeur algérien né le 22 mars 1985 à Oued Zenati dans la wilaya de Guelma. Il évoluait au poste d'avant centre.

## Biographie
Ahmed Kara évolue en première division algérienne avec les clubs du CRB Aïn Fakroun et du MC El Eulma. Il dispute un total de 43 matchs en première division, inscrivant cinq buts. 
Il participe à la Ligue des champions d'Afrique en 2015 avec l'équipe d'Eulma (quatre matchs joués).

## Palmarès
- Vice-champion d'Algérie de D2 en 2007 avec l'AS Khroub